# السورق

تعديل مصدري - تعديل

السورق هي إحدى قرى عزلة سباح بمديرية سباح التابعة لمحافظة أبين، بلغ تعداد سكانها 496 نسمة حسب تعداد اليمن لعام 2004.